# Cimetière du Calvaire
Het Cimetière du Calvaire is een van twee overgebleven parochiale begraafplaatsen in Parijs. Gelegen op de top van de Montmartre heuvel, heeft het een oppervlakte van 600 vierkante meter en bevat het 85 graven: het is de kleinste begraafplaats in Parijs.
De begraafplaats grenst aan de noordzijde van de kerk Saint-Pierre de Montmartre en ontleent haar naam aan de tuin die in het verlengde ervan ligt en waar zich een calvarie bevindt. Ze is omgeven door muren en opent met een bronzen deur, een werk uit 1980 van de Italiaanse beeldhouwer Tommaso Gismondi (die ook de deuren van de naburige kerk ontwierp). De begraafplaats staat op de lijst van historische monumenten en is alleen toegankelijk voor het publiek op 1 november (Allerheiligen).
In de begraafplaats bevindt zich het hoogste punt van Parijs, met een hoogte van 130,5 meter.

## Bekende personen die hier zijn begraven
- Louis Antoine de Bougainville
- Mathieu Dumas

Cimetière d'Auteuil ·
Cimetière des Batignolles ·
Cimetière de Belleville ·
Cimetière de Bercy ·
Cimetière du Calvaire·
Catacomben ·
Cimetière des Innocents ·
Cimetière d'Ivry ·
Cimetière de Montmartre ·
Cimetière du Montparnasse ·
Cimetière Notre-Dame ·
Cimetière de Passy ·
Cimetière du Père-Lachaise ·
Cimetière Saint-Vincent ·
Cimetière de la Villette
Zie ook: Lijst van bezienswaardigheden in Parijs